# Филаретовка
Филаре́товка — село в Приморском крае России. Входит в состав Лесозаводского городского округа.
Первые переселенцы пришли из Белоруссии. 

## География
Железнодорожная станция Филаретовка — в 10 километрах к северу от узловой станции Ружино. В 9 километрах к востоку от села — село Тамга и федеральная трасса «Уссури» (Хабаровск — Владивосток).

## История
Село основано в сентябре 1908 года на правом берегу реки Тамгушка (ныне Тамга), у однопутной железной дороги Хабаровск-Владивосток, которая прошла здесь ещё в 1897 году, а в 1916 году стала частью Транссиба. Село входило в Лутковскую волость Иманского уезда Приморской области.
Возможно, село названо в честь почитаемого на Украине митрополита Киевского и Галицкого Филарета.
Вдоль левого берега реки Тамга в 1927 году переселенцы с Украины основали село Сталино. В конце 1950-х годов оно вошло в состав Филаретовки и стало улицей Заречной. Тогда же взамен Сталинского сельсовета был образован Филаретовский сельсовет.

## Население
| 2002 | 2007 | 2010 |
| ---- | ---- | ---- |
| 449  | ↘423 | ↘329 |

## Инфраструктура
Есть почтовое отделение, два магазина, в том числе райпо, медпункт, две пилорамы. Общеобразовательная школа закрыта в 2010 году.
В окрестностях села — дачные участки лесозаводцев.